# اشتهاء المراهقين

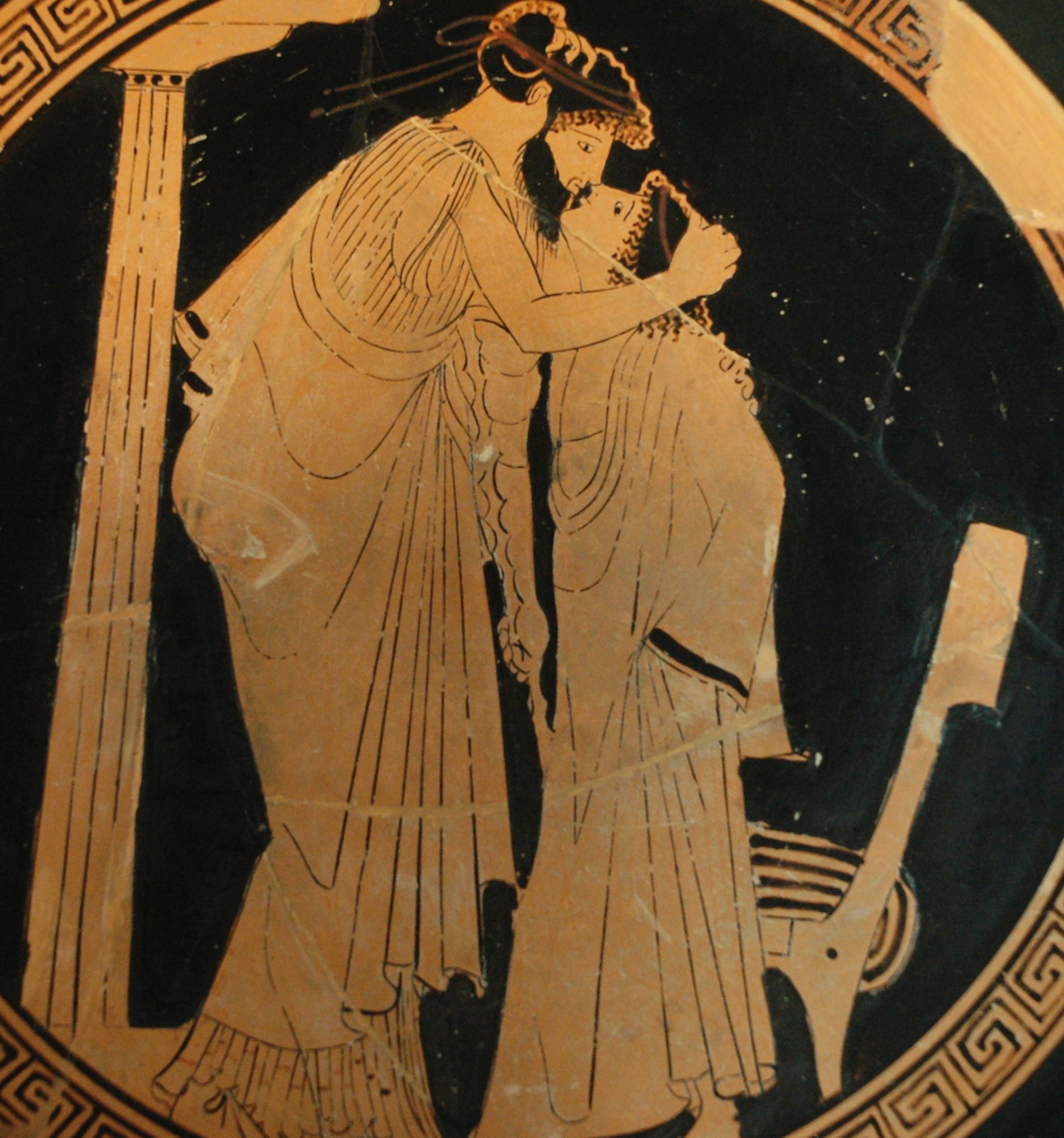

اشتهاء المراهقين (بالإنجليزية: Hebephilia)‏ تعبر عن الانجذاب الجنسي إلى الأشخاص الذين وصلوا إلى مرحلة البلوغ عادة الذين تتراوح أعمارهم من 11-14.
المصطلح أشار إليه غلويك بي سي جونيور Glueck, B. C., Jr عام 1955، وهو يختلف عن «الإيفيبوفيليا» (بالإنجليزية: Ephebophilia)‏ الذي يعني الانجذاب الجنسي للأشخاص الذين وصلوا للسنوات الأخيرة في سن المراهقة (عادة بين 15 و 19). كما أنه يختلف عن الغلمانية الذي يشير إلى تفضيل الأطفال قبل سن البلوغ.